# Епархия Окленда (Новая Зеландия)
 Епархия Окленда  (лат. Dioecesis Aucopolitana) — епархия Римско-Католической церкви с центром в городе Окленд, Новая Зеландия. Епархия Окленда входит в митрополию Веллингтона. Кафедральным собором епархии Окленда является собор святого Патрика.

## История
13 мая 1836 года Римский папа Григорий XVI издал бреве «Pastorale officium», которым он учредил апостольский викариат Западной Океании, выделив его из апостольской префектуры Южных морей, которая одновременно была упразднена.
23 августа 1842 года апостольский викариат передал острова севернее Южного тропика новому апостольскому викариату центральной Океании (сегодня – Епархия Тонга).
20 июня 1848 года апостольский викариат Западной Океании уступил территорию южнее 39-й параллели новой епархии Веллингтона (сегодня — Архиепархия Веллингтона) и одновременно был переименован в епархию Окленда. Первоначально епархия Окленда подчинялась Святому Престолу.
10 мая 1887 года епархия Окленда вошла в митрополию Веллингтона.
16 марта 1980 года епархия Окленда передала часть своей территории в пользу возведения новой епархии Гамильтона.

## Ординарии епархии
- епископ Jean-Baptiste-François Pompallier (13.05.1836 — 19.04.1869);
- епископ Thomas William Croke (23.06.1870 — 25.06.1874) — назначен архиепископом Кашела;
- епископ Вальтер Стейнс-Биссхоп (15.05.1879 — 7.09.1881);
- епископ John Edmund Luck (14.07.1882 — 22.01.1896);
- епископ George Michael Lenihan (18.06.1896 — 1910);
- епископ Henry William Cleary (9.06.1910 — 9.12.1929);
- епископ James Michael Liston (9.12.1929 — 7.03.1970);
- епископ Реджинальд Джон Делагарди (1.09.1970 — 25.04.1974) — назначен архиепископом Веллингтона;
- епископ John Mackey (25.04.1974 — 1.01.1983);
- епископ Denis George Browne (6.06.1983 — 19.12.1994) — назначен епископом Гамильтона;
- епископ Patrick James Dunn (19.12.1994 — по настоящее время).

## Источник
- Annuario Pontificio, Libreria Editrice Vaticana, Città del Vaticano, 2003, ISBN 88-209-7422-3
- Бреве Pastorale officium/ Bullarium pontificium Sacrae congregationis de propaganda fide, tomo V, Romae 1841, p. 139  (лат.)